# Gerard Jacob De Geer
Gerard Jacob De Geer (Estocolmo, 2 de outubro de 1858 — Estocolmo, 24 de julho de 1943) foi um geólogo sueco. É conhecido pela descoberta e estudo dos varves.
Seus estudos contribuíram significativamente para o entendimento da geologia do período
quaternário, particularmente na geomorfologia e geocronologia.
Ensinou geologia na Universidade de Estocolmo e foi o fundador do instituto de geocronologia. Foi um especialista na datação das geleiras.
Foi laureado com a medalha Wollaston de 1920, pela Sociedade Geológica de Londres.